# Annie Stebler-Hopf
Annie Stebler-Hopf (* 4. September 1861 in Thun im Kanton Bern; † 30. Januar 1918 in Zürich) war eine Schweizer Malerin. Sie war vor allem für ihre figurativen Darstellungen sowie realistische Porträts und Genrebilder bekannt.

## Leben und Werk
Nach einer ersten Ausbildung an der Kunstschule Basel (in der damaligen „Zeichen‑ und Modellierschule“) setzte sie ihr Studium ab etwa 1880 im Berliner Damenatelier bei Karl Gussow fort, wo sie sich mit der deutsch-schweizerischen Malerin Ottilie W. Roederstein befreundete. 1882 gingen beide nach Paris, lebten in derselben Pension wie Tola Certowicz und studierten an der Académie Julian sowie im Damenatelier von Carolus-Duran und Jean-Jacques Henner; zusätzlich bei Luc-Olivier Merson. Zwischen 1884 und 1890 nahm Stebler-Hopf regelmäßig am Salon des Artistes Français und an Ausstellungen der Société nationale des beaux-arts teil. Beim Salon des Artistes français zeigte sie 1889 ihr Gemälde Am Seziertisch (Professor Poirier, Paris), das eine Sektion im Seziersaal darstellt und sich heute in der Sammlung des Kunstmuseums Bern befindet. Das Werk stiess bei konservativen Kritikern auf Ablehnung, die es als „unweiblich“ bezeichneten.
Nach der Eheschliessung mit dem Kaufmann Emil Stebler im Jahr 1895 lebte und arbeitete sie in Zürich und nahm weiterhin regelmässig an Ausstellungen in der Schweiz teil. 1897 war sie zudem in der internationalen Ausstellung im Münchner Glaspalast vertreten. Gemeinsam mit Ottilie W. Roederstein unternahm sie regelmässig Bergtouren in den Schweizer Alpen, die sie auch als Bildmotive nutzte. Trotz einer späteren Augenerkrankung, die ihre Arbeit einschränkte, blieb sie bis zu ihrem Tod 1918 künstlerisch tätig.

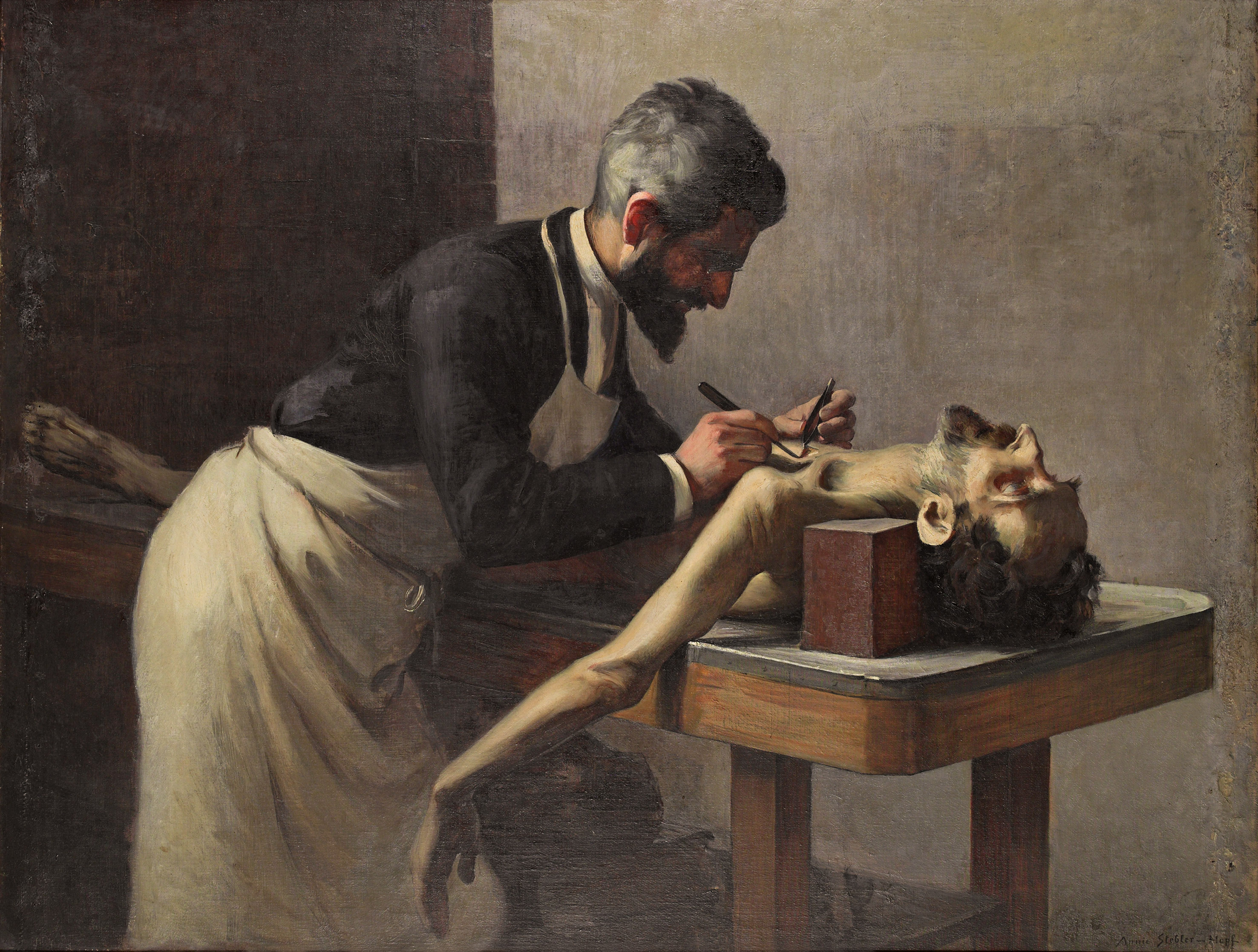
Annie Stebler-Hopf: Am Seziertisch (Professor Poirier, Paris), 1889

Ihre Werke waren Teil der Ausstellung Anekdoten des Schicksals im Kunstmuseum Bern (28. Juli 2023 bis 7. Januar 2024), die vergessene oder übergangene Künstlerinnen der Sammlung neu sichtbar machte.

## Ausstellungen (Auswahl)
- 2017–2018: Women Artists in Paris, 1850–1900 Denver Art Museum, Denver (USA), Speed Art Museum, Louisville (USA), Clark Art Institute, Williamstown (USA).
- 2024 Frauen – Künstlerinnen zwischen Frankfurt und Paris um 1900, Städel Museum, Frankfurt am Main.[8]
- 2023–2024 Anekdoten des Schicksals, Kunstmuseum Bern.